# Kassel Huskies Ladies
Die Kassel Huskies Ladies sind die Damenmannschaft der Eishockey Jugend Kassel, die mit den Kassel Huskies kooperieren.
Trainiert werden die Huskies Ladies von Sven Mecke und Marvin Liebringshausen, betreut von Simone Engel und Marion Krug.

## Geschichte
Die Eishockeymannschaft der Damen wurde 1983 noch unter der ESG mit sieben Damen gegründet und bestritt Freundschaftsspiele gegen Darmstadt. 1987 startete die Mannschaft als EC Kassel in der Landesliga Nord-Ost. Den bisher größten Erfolg erlangten sie in der Spielzeit von 1994 bis 1996, in der sie in die 2. Damenliga Nord aufstiegen und dort zwei Jahre lang mitspielten. Im Jahre 1997 wurde die Damenmannschaft vorerst aufgelöst, bis sie 2007/08 als Ice Cats Kassel wieder in der Landesliga Hessen antrat. Sie spielten in der Saison 2007/08 in der Damen-Landesliga Hessen und erreichten vor den Damenmannschaften der SG Trier-Bitburg sowie des RSC Darmstadt (heute Darmstadt Dukes) den ersten Platz und wurden Hessenmeister.
2024 erfolgte die Umbenennung in Kassel Huskies Ladies.